# Радецьке Будище
Раде́цьке Буди́ще —  село в Україні, в Житомирському районі Житомирської області. Населення становить 33 осіб.

## Історія
У 1906 році колонія Пулинської волості Житомирського повіту Волинської губернії. Відстань від повітового міста 50 верст, від волості 15. Дворів 14, мешканців 88.